# 萊頓斯通高路站
莱顿斯通高路站（英語：Leytonstone High Road railway station）是伦敦地上铁福音橡至柏京綫的一座车站，位于伦敦的沃爾瑟姆森林區，属于第3收费区。

## 概況
本站位於莱顿斯通，擁有2個站台和自動售票機、蠔卡驗證設備等裝置。儘管鐵路與倫敦地鐵的中央線相交，並且在本站西北側設有莱顿斯通站，但無法直接換乘，乘客仍需出站步行10分鐘方能到達。但使用蠔卡的乘客可以在規定時間內進行虛擬換乘。

## 歷史
- 1894年7月9日，本站開通，車站名稱為顿斯通站，為托特納姆和森林門鐵路的一部分。
- 1949年5月1日，車站改為現在名稱[4]。
- 1950年代，木製站舍毀於一場火災[5]。

## 列車服務
目前為15分鐘一班列車，末班車經過本站時間大約為晚間11:30分。

## 其他
隨著途徑本站的列車數量增加，而2節編組的內燃動車組已經不能滿足日益增長的客流需求。本站在2016年6月開始進行電氣化工程，預計2017年12月結束。